# Бєлан Роман Васильович
Роман Васильович Бєлан (Білан) (нар. 14 жовтня 1906, село Галиця, тепер Ніжинського району Чернігівської області — 13 жовтня 1982, Москва) — радянський господарський діяч. Депутат Верховної Ради СРСР 1—3-го скликань.

## Біографія
Народився в багатодітній бідній селянській родині. З дитячих років наймитував, пас худобу, працював у власному господарстві в селі Галиця на Чернігівщині. Брав участь в прорадянському збройному загоні в селі Галиці.
З 1921 року — слухач Ніжинської радпартшколи, секретар комсомольського осередку. До 1927 року навчався на робітничому факультеті при Київському політехнічному інституті. 
У 1927—1931 роках — студент Київського політехнічного інституту. У 1931 році закінчив Київський політехнічний інститут за спеціальністю коксохімік-металург.
Працював рудобоєм, каталем, формувальником металургійних заводів імені Кірова та імені Дзержинського, брав участь у запуску нових домн на Макіївському та Ворошиловському (Алчевському) металургійних заводах.
Член ВКП(б) з 1931 року.
У 1931—1932 роках — змінний інженер доменного цеху металургійного заводу імені Войкова у місті Керч Кримської АРСР.
У 1932 — жовтні 1938 року — начальник зміни, заступник начальника доменного цеха металургійного комбінату «Запоріжсталь». У жовтні 1938 — 1939 року — заступник технічного директора металургійного комбінату «Запоріжсталь» імені Серго Орджонікідзе.
Одночасно в 1938—1939 роках навчався на курсах вищого командного складу при Народному комісаріаті важкої промисловості СРСР у Москві.
У 1939—1953 роках — директор Кузнецького металургійного комбінату імені Сталіна.
З 1953 року — начальник Головного управління чорної металургії СРСР.
У 1957—1982 роках працював у Держплані СРСР.
Депутат Ради Союзу Верховної Ради СРСР 1—3-го скликань (1 скликання — Запорізький виборчий округ, 2 і 3 скликання — Сталінський виборчий округ).

## Нагороди та премії
- чотири ордени Леніна (26.03.1939; 10.04.1943; 31.03.1945; 3.04.1952)
- орден Жовтневої революції (14.10.1976)
- орден Кутузова 1-го ст. (13.09.1945)
- орден Трудового Червоного Прапора (24.11.1941)
- Медаль «За доблесну працю у Великій Вітчизняній війні 1941—1945 рр.»
- Сталінська премія 2-го ст.(1947) — за розробку та впровадження швидкісного методу реконструкції доменних печей
- Сталінська премія 2-го ст.(1950) — за корінні удосконалення методів управління виробництвом і технології на НМК імені Сталіна, що забезпечили високу продуктивність і економічну роботу

## Твори
Бєлан Р. В., Денисенко В. М. Перспективи розвитку чорної металургії СРСР. — М.: Экономиздат, 1962. — 189 с.